# Osbornodon iamonensis
Osbornodon iamonensis — викопний вид геспероціоніну, попередника сучасних псів, які були ендеміками Північної Америки і які жили від олігоцену до раннього міоцену 23,6–16,3 млн років тому. Його назвали на честь озера Ямонія на півночі Флориди. Скам'янілості були знайдені у Флориді та Небрасці.